# Мерсер-Айленд (Вашингтон)
Мерсер-Айленд (англ. Mercer Island) — місто (англ. city) в США, в окрузі Кінг штату Вашингтон. Населення — 25 748 осіб (2020).

## Географія
Мерсер-Айленд розташований за координатами 47°34′4″ пн. ш. 122°13′58″ зх. д. / 47.56778° пн. ш. 122.23278° зх. д. (47.567716, -122.232776).  За даними Бюро перепису населення США в 2010 році місто мало площу 33,95 км², з яких 16,37 км² — суходіл та 17,58 км² — водойми. В 2017 році площа становила 16,51 км², з яких 16,51 км² — суходіл та 0,00 км² — водойми.

## Демографія
Згідно з переписом 2010 року, у місті мешкало 22 699 осіб у 9109 домогосподарствах у складі 6532 родин. Густота населення становила 669 осіб/км².  Було 9930 помешкань (292/км²).
Расовий склад населення:
| - 77,9 % — білих - 15,9 % — азіатів - 1,3 % — чорних або афроамериканців - 0,2 % — корінних американців - 0,1 % — вихідців з тихоокеанських островів |

До двох чи більше рас належало 3,9 %. Частка іспаномовних становила 2,8 % від усіх жителів.
За віковим діапазоном населення розподілялося таким чином: 24,6 % — особи молодші 18 років, 55,9 % — особи у віці 18—64 років, 19,5 % — особи у віці 65 років та старші. Медіана віку мешканця становила 46,0 року. На 100 осіб жіночої статі у місті припадало 94,8 чоловіків;  на 100 жінок у віці від 18 років та старших — 90,0 чоловіків також старших 18 років.
Середній дохід на одне домашнє господарство  становив 187 391 долар США (медіана — 126 106), а середній дохід на одну сім'ю — 222 427 доларів (медіана — 162 583). Медіана доходів становила 130 725 доларів для чоловіків та 78 875 доларів для жінок. За межею бідності перебувало 4,5 % осіб, у тому числі 3,3 % дітей у віці до 18 років та 5,7 % осіб у віці 65 років та старших.
Цивільне працевлаштоване населення становило 10 585 осіб. Основні галузі зайнятості: освіта, охорона здоров'я та соціальна допомога — 25,9 %, науковці, спеціалісти, менеджери — 21,1 %, фінанси, страхування та нерухомість — 13,3 %, роздрібна торгівля — 8,0 %.